# 로프터스 버스펠드 스타디움
로프터스 버스펠드 스타디움(Loftus Versfeld Stadium)은 남아프리카 공화국 가우텡 주에 있는 프리토리아의 축구 구장이다. 2010년 FIFA 월드컵 경기장으로 사용된다.

## 개요
경기장 이름의 유래는 프리토리아 스포츠 법인 설립에 공헌이 많았던 로버트 오언 로프터스 버스펠드의 이름을 따서 지었으며, 럭비 리그인 슈퍼 14 《불스》의 본거지로 사용된다. 또한 2010년 FIFA 월드컵, 1995 럭비 월드컵 경기장의 하나로 사용되었다.

## 역사
1906년 스포츠 시설의 일부로 준공하였다. 1923년에는 경기장이 완성되었다. 1928년에는 뉴질랜드 올 블랙스(All Blacks)와의 경기를 위해 탈의실을 신설하였다. 1932년, 로프터스 버스펠드가 이곳에서 사망했을 때 이 경기장의 이름이 되었다.

## 2010년 FIFA 월드컵 일정
| 날짜       | 시간 (UTC+2) | 팀 #1             | 결과         | 팀 #2    | 대회   | 관중   |
| ---------- | ------------ | ----------------- | ------------ | -------- | ------ | ------ |
| 2010-06-13 | 16:00        | 세르비아          | 0-1          | 가나     | D조    | 38,833 |
| 2010-06-16 | 20:30        | 남아프리카 공화국 | 0-3          | 우루과이 | A조    | 42,658 |
| 2010-06-19 | 20:30        | 카메룬            | 1-2          | 덴마크   | E조    | 38,074 |
| 2010-06-23 | 16:00        | 미국              | 1-0          | 알제리   | C조    | 35,827 |
| 2010-06-25 | 20:30        | 칠레              | 1-2          | 스페인   | H조    | 41,958 |
| 2010-06-29 | 16:00        | 파라과이          | 0-0 (5-3 PK) | 일본     | 16강전 | 36,742 |

## 같이 보기
- 보다콤
- 2010년 FIFA 월드컵